# Sint-Jacobus de Meerderekerk (Enschede, 1934)
De Sint-Jacobus de Meerderekerk is een kerk aan de Oude Markt in de Nederlandse stad Enschede. De Jacobusparochie is vooral bekend als parochie waar Alphons Ariëns als kapelaan gewerkt heeft. Ter herinnering aan hem wordt hier jaarlijks in november de 'Ariënsgedachtenis-viering' gehouden.

## Voormalige gebouwen
De eerste Enschedese parochiekerk sinds de Reformatie verrees op de Oude Markt in 1842. Dit neoclassicistische gebouw, ontworpen door Christiaan Kramm, werd tijdens de stadsbrand in 1862 verwoest en in 1863 vervangen door een kerk in neogotische stijl, naar ontwerp van H.J. van den Brink. Deze kerk werd in 1932 wegens bouwvalligheid afgebroken.

## Bouw huidige kerk
In 1931 kregen architecten H.W. Valk en J.H. Sluijmer de opdracht samen een nieuwe kerk te ontwerpen. Onbekend is welk aandeel elke architect had in het ontwerp. De eerste steen werd gelegd door pastoor W.A. Rademaker op 25 juli 1932, het feest van Sint Jakobus de Meerdere, de patroonheilige van Enschede. Aannemer was G. Ribberink uit Hengelo. De consecratie geschiedde op 29 juni 1933 door mgr. J. H. G. Jansen, aartsbisschop van Utrecht. Kapelaan van de Jacobusparochie rond de bouwjaren (nl. van 1929 tot najaar 1933) was G.J.A. Leussink. De torenklokken dateren van 1958. De volgende kunstenaars hebben de volgende elementen van de kerk bijgedragen:
- Mari Andriessen: Piëta
- Charles Eyck: Kruiswegstaties en St. Jozefbeeld met kind
- Leo Brom: Calvariegroep
- Joep Nicolas: Sacramentsaltaar
- Charles Eyck en Jos ten Horn: Glas-in-loodramen

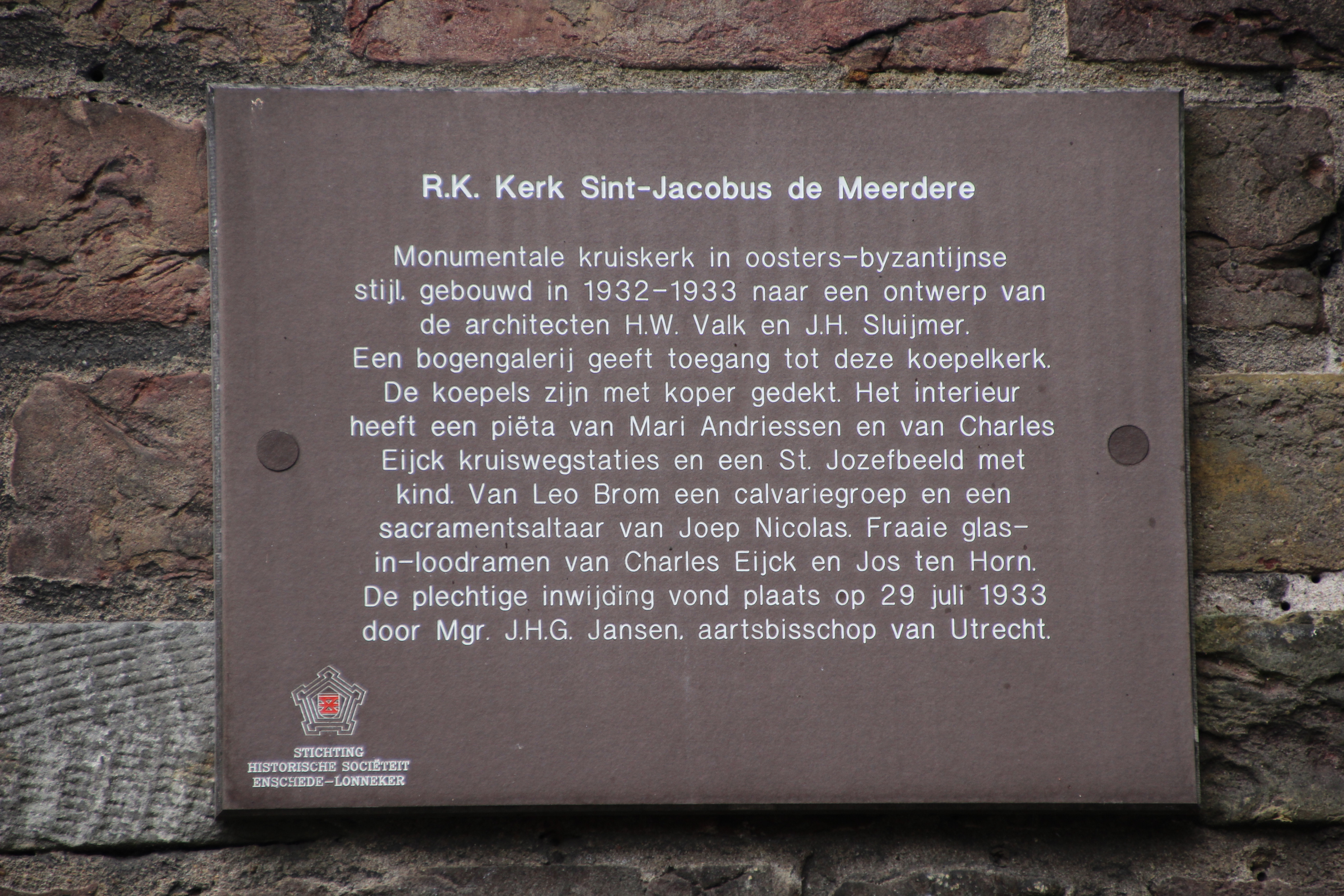
Plaquette van de stichting historische sociëteit Enschede - Lonneker bevestigd aan de voorzijde.

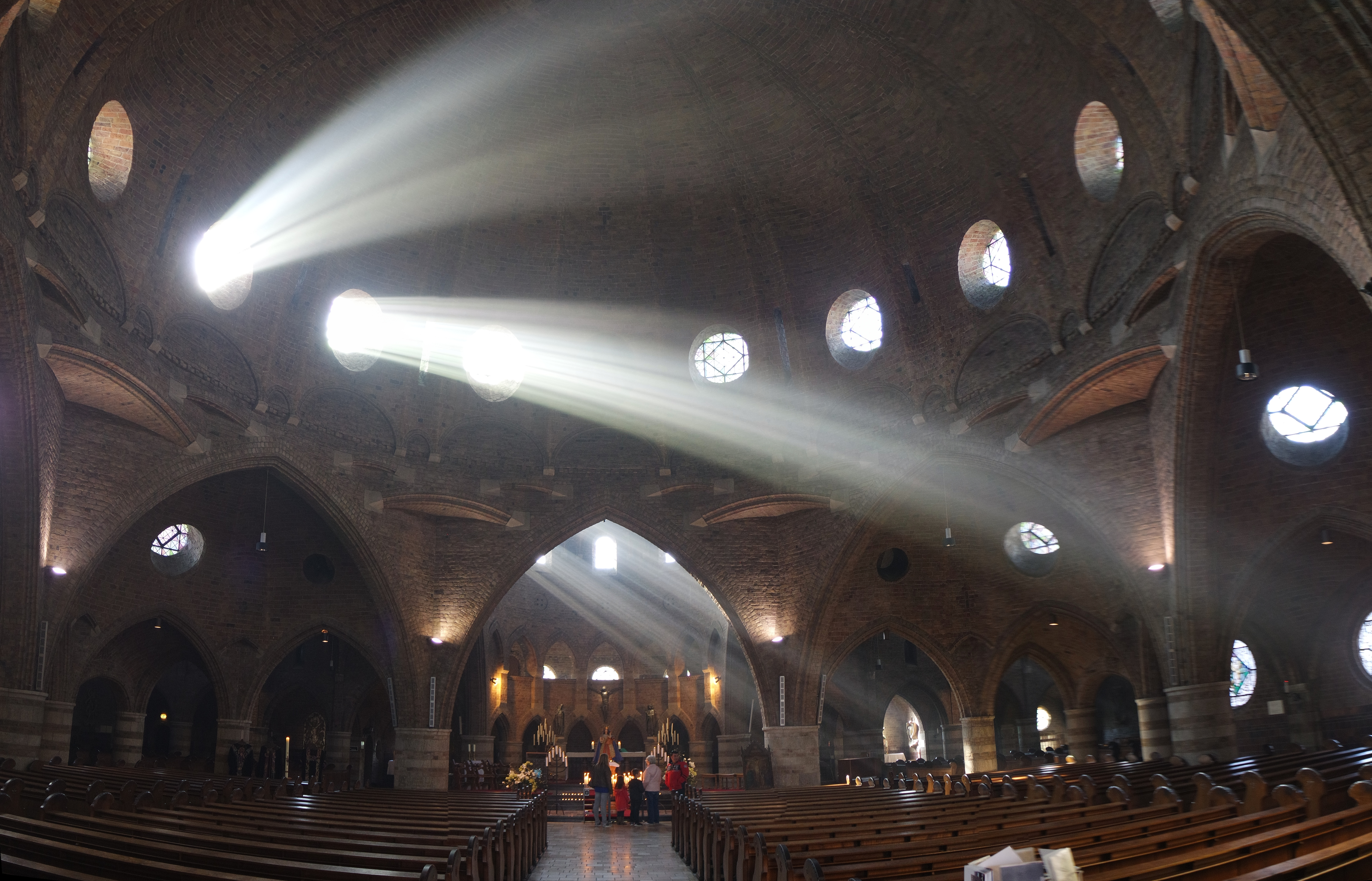
Binnenzijde grote koepel.

Het midden van de kerk bestaat uit een grote en een kleine hangkoepel met relatief kleine, ronde ramen en koperen daken. Tussen de zuilen waarop deze rusten worden spitsbogen gebruikt.

## Functie
De kerk had van begin 2012 tot september 2014 de functie van 'Eucharistisch Centrum' voor de stadsparochie St.-Jacobus de Meerdere. Daarna is die functie overgegaan naar de Sint-Jozefkerk. In de Jacobuskerk worden sindsdien regelmatig internationale (deels Engelse) Missen opgedragen.